# Oleksandr Jakovenko
Oleksandr 'Sacha' Pavlovitsj Jakovenko (Oekraïens: Олександр Павлович Яковенко) (Kiev, 23 juni 1987) is een Oekraïense voormalig profvoetballer.

## Begin carrière
Jakovenko startte zijn Belgische voetballoopbaan bij Lierse SK, waar hij opviel door zijn techniek, snelheid en schot. Na het laatste seizoen van Lierse SK, vertrok hij naar KRC Genk, waar hij gold als een topspeler. Hij kreeg ook meteen een aanbod van FC Barcelona, waar hij niet op inging omdat hij wist dat hij er niet mocht spelen. Hij genoot echter niet het vertrouwen van coach Hugo Broos en hij mocht enkel af en toe invallen. Er werd uitgekeken naar een club om hem aan uit te lenen. SK Roeselare was een optie, maar Jakovenko's vader en tevens zijn manager Pavel Jakovenko, was hier op tegen.

## RSC Anderlecht
Anderlecht bereikte op 31 januari 2008 een akkoord met KRC Genk betreffende de komst van Oleksandr Jakovenko naar het Astridpark. De linkermiddenvelder werd gehuurd met een aankoopoptie. RSC Anderlecht besliste in mei 2008 om die optie te lichten. Bij Anderlecht kon Jakovenko niet doorbreken. Toch scoorde hij in de UEFA Cup tegen Bayern München. Het was zijn eerste Europese wedstrijd voor paars-wit. Anderlecht won de wedstrijd met 1-2, nadat het de heenwedstrijd met 0-5 had verloren.
In augustus 2009 leende Anderlecht hem voor één seizoen uit aan KVC Westerlo, zonder aankoopoptie. Omdat hij na zijn uitleenbeurt geen garantie had op een basisplaats bij Anderlecht, werd hij opnieuw aan Westerlo uitgeleend vanaf september 2010. In januari leende paars-wit hem uit aan promovendus Oud-Heverlee Leuven. Gedurende het seizoen 2012-2013 gebruikte coach John van den Brom Jakovenko voornamelijk als invaller.

## Fiorentina
Op 22 mei 2013 raakte bekend dat Jakovenko een driejarig contract had getekend bij het Italiaanse ACF Fiorentina. Hij stapte gratis over van Anderlecht nadat zijn contract bij de toenmalig Belgisch landskampioen verlopen was. Bij Fiorentina kwam hij niet veel aan spelen toe en hij werd verhuurd aan Málaga CF en ADO Den Haag.

## ADO Den Haag
Aleksandr Jakovenko debuteerde op woensdag 4 februari 2015 voor ADO Den Haag in de thuiswedstrijd tegen FC Twente, die met 2-0 werd gewonnen. De Oekraïense aanvaller kwam twee dagen daarvoor over van Fiorentina en verving de geblesseerde spits Michiel Kramer in het basiselftal van trainer Henk Fraser. Jakovenko scoorde bij zijn debuut, het tweede doelpunt was een benutte strafschop van Roland Alberg.

## Dinamo Kiev
Jakovenko ging in februari 2016 naar Dinamo Kiev waar hij die zomer na het behalen van de landstitel zijn carrière beëindigde.

## Statistieken
| seizoen | club             | land      | klasse             | wedst | goals |
| ------- | ---------------- | --------- | ------------------ | ----- | ----- |
| 2003/05 | Metalist Charkov | Oekraïne  | Vysjtsja Liha      | 8     | 1     |
| 2005/06 | Lierse SK        | België    | Jupiler Pro League | 24    | 2     |
| 2006/07 | KRC Genk         | België    | Jupiler Pro League | 10    | 0     |
| 2007/08 | KRC Genk         | België    | Jupiler Pro League | 7     | 0     |
| 2007/08 | → RSC Anderlecht | België    | Jupiler Pro League | 3     | 0     |
| 2008/09 | RSC Anderlecht   | België    | Jupiler Pro League | 19    | 2     |
| 2009/10 | → KVC Westerlo   | België    | Jupiler Pro League | 29    | 10    |
| 2010/11 | → KVC Westerlo   | België    | Jupiler Pro League | 30    | 4     |
| 2011/12 | RSC Anderlecht   | België    | Jupiler Pro League | 4     | 0     |
| 2011/12 | → OH Leuven      | België    | Jupiler Pro League | 23    | 9     |
| 2012/13 | RSC Anderlecht   | België    | Jupiler Pro League | 24    | 7     |
| 2013/14 | Fiorentina       | Italië    | Serie A            | 3     | 0     |
| 2013/14 | → Málaga CF      | Spanje    | Primera División   | 9     | 1     |
| 2014/15 | Fiorentina       | Italië    | Serie A            | 0     | 0     |
| 2014/15 | → ADO Den Haag   | Nederland | Eredivisie         | 11    | 2     |
| 2015/16 | Fiorentina       | Italië    | Serie A            | 0     | 0     |
| 2015/16 | Dinamo Kiev      | Oekraïne  | Premjer Liha       | 4     | 0     |
| Totaal  | Totaal           | Totaal    | Totaal             | 208   | 38    |

## Nationale ploeg
Op 2 juni 2010 debuteerde Jakovenko in de Oekraïense nationale ploeg in een oefeninterland tegen Noorwegen. Oekraïne won met 0-1. Jakovenko startte in de basis en werd na 56 minuten gewisseld.